# واولیت
واولیت  (به انگلیسی: Wavellite) با فرمول شیمیایی Al3 [(OH)3 - (PO4)2].5H2O از مجموعه کانی هاست و نام یک فیزیکدان انگلستانی W.Wavell است. حل شونده در اسیدها Al2O۳:۳۷٫۱۱٪ P2O۵:۳۴٫۴۷٪ H2O:۲۸٫۴۲٪ برای اولین بار در چک اسلواکی کشف شد و از نظر شکل بلور: منشور کوتاه یا بلند، رنگ: سفید - زرد - سبز - قهوه‌ای - آبی، شفافیت: شفاف، جلا: شیشه‌ای - ابریشمی، رخ: خوب - مطابق با سطح، سیستم تبلور: ارترومبیک و در رده‌بندی فسفات است و منشأ تشکیل آن هیدروترمال - ثانوی است.
همایند کانی‌شناسی (پارانژ) آن مینیولیت - پرهنیت- لیمونیت- هماتیت است
، از نظر ژیزمان بلور- اگرگات درخشان - کروی فراوان است و بیشتر در آلمان غربی و شرقی، چک اسلواکی، بریتانیای کبیر و برزیل یافت می‌شود.